# عبدالکریموو (شهرستان یرمکیفسکی، باشقیرستان)
عبدالکریموو (انگلیسی: Abdulkarimovo, Yermekeyevsky District, Bashkortostan) یک شهرک در شهرستان یرمکیفسکی استان باشقیرستان کشور روسیه است.